# 原美織
原 美織（はら みおり、1993年9月13日 - ）は、日本のAV女優。オフィスBLITZ（旧ベネスプロモーション）所属。

## 略歴
東京都出身。2014年にデビューしたロリ系のAV女優。業界入りは複数人プレイや見知らぬ男性からのイタズラなどAVでしか経験できないことがしたかったため。
2015年10月よりパラダイステレビの女子アナに就任。2017年3月をもってパラダイステレビ女子アナウンサー卒業。
2017年5月29日にセクシーアイドルグループSEXY-Jに加入発表、同年6月30日の新宿ReNYにて開催された「SEXY-J FAN MEETING LIVE 2017」にてお披露目会員ＮＯは23番。
2018年にギンギン♂ガールズに加入。
2022年12月1日、DMM GAMES「クリムゾン妖魔大戦 新キャラクター声優公開オーディション」にエントリー。
ストリッパー、イベントMCとしても活動を行う。
2025年1月エアリアルフープを初披露。

## 人物
初体験は14歳。趣味はカフェめぐり、ダンス。
小学校まではピアノやエレクトーンを習い事でやっていた、中学校・高校は先輩たちとバンドを組む際にドラムを指名されやっていた。
好きな音楽のジャンルはパンクロック。
日本漢字能力検定２級を持っている。筋金入りの匂いフェチ。体は鍛えており、腹筋は4つに割れている。鍛えた結果、性器の奥を自由に締められるようになったという。
普段は引きこもりだが好きなYoutuberのイベントがあれば外出する。
ジョジョの奇妙な冒険の大ファン。特に四部が好きで東方仗助推しである。その世界観をモチーフにした演目を披露したことがある。

## 出演作品

### アダルトDVD
- 同性羞恥いじめに特化した革命AVドラマ3 女子アナいじめ羞恥新春特番 〜陰湿女子アナウンス部、大抜擢された新人アナを番組収録中にいじめる先輩お局アナ〜（1月23日、ROCKET）共演:黒沢那智、桜ちずる ほか
- 「子供会の役員で仲良くなったママ友よ。」と妻が連れてきたのが全員僕の元カノ!（2月13日、MUTTURi）共演:舞咲みくに、鳥井美希、ひなた蓮
- 生中出し女子校生5時間 COLLECTORS 7 Vol.3（2月14日、BAZOOKA）
- 過激すぎるド素人娘 4時間スペシャル 11（2月14日、S級素人）
- 捕獲した女（3月20日、DID企画）
- ナンパJAPAN 美少女Hunt Vol.04 ぶらり、ぶらぶら東海道 西のなごや嬢♪東のハマっ娘♪2大都市から特選ご当地7人! 名古屋→横浜2泊3日の弾丸ナンパツアー編（3月25日、ナンパJAPAN）
- ろり すくみず♡ えっち みおり（4月4日、e-kiss）
- ザ・面接 VOL.138 可愛い顔して穴熟女 肛門から人生みたる（5月2日（レンタル）/8月8日（セル）、アテナ映像）
- 126分間ノンストップ撮影、ノーカット編集で生中出し25連発に長時間お掃除フェラとぶっかけ19連発!!（5月2日、FS.KnightsVisual）
- 顔出し!極上美女限定 マジックミラー号 初めてのデカチンにハニかむうぶ素人娘編 3 大ヒット御礼!2枚組8本番!拡大スペシャル!! in池袋 〜彼氏の短小チ○ポしか見た事ない!未経験の大きなチ○ポを目の前に本能ムキ出しでオマ○コ本気濡れ!!〜（5月10日、ディープス）※「ももか」名義
- 巨乳VS貧乳! 2人のライバルJKが立候補対決 おっぱい生徒会長選挙（5月10日、ROCKET）共演:野宮さとみ
- 妹にふざけてプロレス技かけてるうちに勃起しちゃった俺 「お兄ちゃん痛いよぉ〜」 プロレスごっこが一転仲良し兄妹が近親相姦（5月22日、ROCKET）
- お尻が綺麗な後ろ美人に￥渡してアナル見せてもらう（6月17日、アナル倶楽部）
- オタクで引きこもりな彼女は、AV出演で人生が変わるかもしれない。 1（6月20日、フルセイル）
- 欲求不満妻たちのセンズリ鑑賞 其の八（6月20日、OFFICE K'S）
- ピタッ!密着 おうちDE真正中出し（6月30日、モブスターズ）
- 『自慢の愛妻を貸し出して友人棒で寝取られたい!』 不甲斐ない早漏SEXに満足していなかった妻が友人の絶倫チ○ポで激ピストンされ理性が崩壊!! 旦那の目の前で「中に出して」と激しく腰をうねらせる不貞妻（7月10日、ディープス）
- オマ●コ売ります!4時間（7月11日、S級素人）
- 裕福家庭の禁親相姦 貧乏人家庭の禁親相姦（7月13日、FAプロ）
- 「常に性交」デザイン事務所(株)（8月7日、SODクリエイト）共演:椿かなり、横山みれい、通野未帆、堀内秋美、聖菜アリサ、高木愛美、夏海花凛
- AV女優顔負け! 素人娘のフェラチオが凄い! 2（8月14日、綺面組）
- 風情のある露天温泉が一転してエロ温泉に早変わり!やって来た女子大生グループが入浴する温泉に大量媚薬垂れ流し。女子大生達がミルミルうちに発情し、面白いように好き放題ヤレた!!（8月22日、SCOOP）共演:吉永あかね、水野葵、大塚れん
- RAT FIGHT 〜女子のくすぐりあい、パイ投げあい、乳首相撲〜（9月19日、ゑびすさん）※オムニバス作品、共演:水沢りの
- 素人風俗店破り 01 耳かきエステ嬢編（9月26日、S級素人）
- 真正中出し輪姦パーティー 原美織（9月27日、モブスターズ）
- サラリーマンに人気の秘湯温泉宿で働くピンクコンパニオンはワケアリなのか!!生本番が出来るというウワサは本当なのか!?検証してみた!! 2（10月24日、SCOOP）
- 友達同士の大学生男女が「素股マッサージ」体験 初めて擦れ合うチ○ポとマ○コは火がついて、そのまま生挿入真正中出し!（11月20日、SODクリエイト）
- 素人共同制作。ゆとり世代のグループが無知な○女をゲーム感覚で輪姦する動画 3（11月20日、スターパラダイス）共演:舞坂仁美
- 老いぼれ相談役のセクハラ新人研修（11月20日、スターパラダイス）
- 同じ職場のあの子に2回連続でしゃぶられちゃった僕。（11月25日、アロマ企画）
- 羞恥! 水泳教室に通う●学生のスクール水着が水に溶けて10人全員素っ裸!! プールに入った瞬間、スク水が溶けて突然の全裸露出!まだ毛も生え揃わないツルペタ女子は大人の男たちの下品な視線に犯される! 全編完全撮り下ろし 2枚組8時間10セックス!!（12月6日、サディスティックヴィレッジ）共演:佳苗るか、竹内真琴、篠宮ゆり、浅倉あすか、小西まりえ、加賀美シュナ、板野有紀、夏海いく、倉科紗央莉
- フェザータッチ手コキ 密着の吐息（12月13日、アロマ企画）
- 挑発パンチラBOX（12月13日、アロマ企画）
- 密室盗撮 試着室で臭いチ●ポ出して裾上げ依頼 10（12月20日、スターパラダイス）
- 田舎のお嬢様学校の女子校生をさらってレイプ、射精直前に「お前より可愛い娘を今すぐ電話で呼ばないと中出しするぞ」と脅して友達を連れてこさせてその娘もレイプ、そして結局全員にナマ中出し! 2（12月20日、サディスティックヴィレッジ）

- アルバイトの看板娘たちが初めてのAV出演!! センズリを見せつけたら興奮しちゃって…（1月3日、虎堂）
- キャンプファイアーにこっそり催淫媚薬を投入したら、あっちこっちで大乱交SEX 林間学校で輪姦の和!（1月8日、サディスティックヴィレッジ）共演:小西まりえ、浅倉あすか、夏海いく、倉科紗央莉、加賀美シュナ、板野有紀、篠宮ゆり、竹内真琴、佳苗るか
- 全身ベロベロ舐めまくりド痴女（1月9日、REAL）※オムニバス作品、共演:中野翔子
- センズリ用 美少女がエロポーズでま○こと尻穴を惜しみ無く広げ見せつけ挑発してくるDVD Part4（1月13日、アロマ企画）
- 完全主観 ずっと見つめてダブルフェラチオ（1月21日、OFFICE K'S）
- 普段やってる本気の指オナニー（1月21日、OFFICE K'S）
- 杭打ちピストン騎乗位（1月25日、アロマ企画）
- 見せつけられたパンツの脇からチ○ポ突っ込みそのまま射精（2月13日、アロマ企画）
- パンチラの噂（2月13日、アロマ企画）
- 素人娘にオマ○コとオナニー見せてもらいました!（3月20日、綺面組）
- 小悪魔JK 大胆パンチラコレクション 特別編 AJOI Ver.（3月25日、アロマ企画）
- 雄二ゴメス loves 017（4月1日、プラム）
- 地獄の少女 陵辱・虐待・暴行（4月1日、中嶋興業）
- 大胆ブルマ 2 ブルマ美少女挑発遊戯（4月13日、アロマ企画）
- 誘惑腿コキホテル 太腿でち○ぽ挟まれてそのまま発射したい…（4月25日、アロマ企画）
- エステにおけるチラリズム 3（4月25日、アロマ企画）
- 『人気企画AV女優 原美織』と1日デート ファンにガチで口説かれ落ちました!（5月20日、スターパラダイス）
- 寝取られ願望を持つ旦那が自慢の妻と近所の男子学生を自宅で二人っきりに! 旦那の不活発チ○ポよりも血管が浮き出てビンビンに反り返った頑強な青年チ●ポを目の前にしたらお堅い妻は挿入願望を抑えられるのか? 2（5月21日、ディープス）
- 本当はアイドルになりたかった 原美織（5月22日、フルセイル）
- 街頭若妻アンケートナンパ 早漏改善に協力してくれませんか?（6月20日、スターパラダイス）
- 通学路で見つけた制服を着た公衆便所 中出しされたワレメちゃん 150cm みおり（7月19日、ドグマ）※「みおり」名義
- ロイヤルセーラープリンセス ココ（8月14日、GIGA）共演:逢沢るる
- 4 ミッシング少女（9月1日、ドグマ）※AV OPEN 2015 エントリー作品　共演:有本紗世、小西まりえ、辻井ゆう
- 幼な顔彼女の本気フェラ!!（9月20日、スターパラダイス）
- ヒロインショート 4エピソード セクシー仮面/魔法美少女戦士フォンテーヌ/美少女戦士セーラーフォルテ（9月25日、GIGA）
- 喰い込み少女股間責め 5 原美織（10月1日、中嶋興業）
- 街行くお嬢さんがおち○ちんスケッチ!（10月22日、ATOM）
- HELTER GIRLS 鈴木あんな 原美織（11月1日、中嶋興業）
- ヒロイン輪姦絶頂地獄 星海戦隊カイザーファイブ 〜狙われたカイザーピンク〜（11月13日、GIGA）共演:みおり舞
- 濡れやすいオマ●コ JK（11月20日、OFFICE K'S）
- 無言痴姦 イイオンナ 見つけた…（11月20日、スターパラダイス）
- 銀河保安官グランヴェルデ 1st MISSION レゾンデートル 存在理由（11月27日、GIGA）共演:三喜本のぞみ
- 興奮して女の子を触ったら…（12月1日、アロマ企画）
- おま♡こおっぴろげレズビアン（12月18日、虎堂）共演:山本美和子　他出演:若月まりあ、愛原れの、園原真央、高瀬杏、みなみ愛星、水野朝陽
- 神技ピストン! 素人娘の手を使わないフェラチオ（12月18日、虎堂）
- おま●こおっぴろげレズビアン（12月18日、虎堂）
- ガチンコ・SM 体育倉庫で少女がメスになる時 原美織（12月19日、ドグマ）
- ゆり&美織 襲われた女（12月28日、DID企画）

- ヒロイン失禁（1月8日、GIGA）
- イッてもやめない!! 素人娘の悶絶手コキ責め!! 2（1月8日、虎堂）
- 潮、マン汁、臭いも全て舐めるレズビアンSEX（1月19日、ゑびすさん）
- 素人娘ヘアヌードコレクション 4（2月5日、OFFICE K'S）
- 素人娘がカメラの前でオマ○コおっぴろげ OMA●KO GIRLS COLLECTION（2月5日、虎堂）
- おじさんが好き♡ 息子の彼女にメチャメチャ愛されちゃう中年オヤジ 原美織（2月12日、V&R PRODUCE）
- 緊縛童話シリーズ 穢された赤頭巾ちゃん 原美織（2月19日、シネマジック）
- えっ これってナンパですか? 庶民的な人妻に突撃エロリポート（2月20日、NEXT）
- 美少年ヒーロー凌辱 炎の戦士フレイムレッド（2月26日、GIGA）共演:みおり舞
- ヒロインキューティーバトル ピンクフェザーVSイービルレディー（3月11日、GIGA）共演:舞坂仁美
- JK￥撮り みんなでヤレば怖くない!? 都内私立校3人組の好奇心。 デスじゃんけんで公開生ハメ（3月20日、GIGA）共演:朝比奈みおり、舞坂仁美
- ヒロイン絶頂地獄 〜星海戦隊カイザーファイブ 嵌められたカイザーイエロー〜（3月25日、GIGA）共演:通野未帆
- 強制飲尿ホスピタル（4月1日、OFFICE K'S）
- 契約率100％! 卑猥な誘惑テクニックで確実に男性を落とすスゴ腕生保レディたちの枕営業!（4月1日、OFFICE K'S）
- 誘惑パンティストッキングオナニー（4月1日、虎堂）
- ヒロイン凌辱 Vol.88 〜魔法美少女戦士フォンテーヌ 公開姦通地獄〜（4月8日、GIGA）
- 汚臭マニア（4月15日、OFFICE K'S）
- パンチラ見てたら挑発オナニーしてきたエロ女たち 4（4月15日、OFFICE K'S）
- チ○ポを洗ってたら興奮しちゃった素人娘たち（4月15日、OFFICE K'S）
- 女子校生のささやき淫語手コキ 2（4月15日、OFFICE K'S）
- お金のためなら… どこでもオナニーしちゃうドスケベ娘（4月15日、虎堂）
- 初めてのディルドオナニーなのに本気でイッちゃう素人娘たち vol.2（4月15日、綺面組）
- あ〜やらしい! 55 淫乱精飲好きな美織を見てね（4月15日、S.P.C）
- いきなり￥交!即金編。 JKマ○コは高値で売れる! 女子校生ナンパ動画（4月20日、スターパラダイス）
- ライブチャットでエロダンスを踊っていたら家族が急に乱入! ふしだらな娘に激怒する父親だったがスケベな娘の身体にムラムラを抑え切れずお仕置き近親相姦ナマSEX&弟が母親に「姉ちゃんがパソコンの前で下着になってクネクネ踊ってる」のをチクると脅迫してくるので生ハメSEXで黙らせる!（4月22日、UMANAMI）
- 彼女のスマホの中にあった元カレとのエロ動画をリベンジ流出（5月20日、スターパラダイス）
- JKバラエティ!! THE検尿診断 飲尿寺先生のおしっこ飲ませてちょう〜だい!（5月20日、スターパラダイス）
- 私のバター犬 原美織（5月20日、RADIX）
- 罵り淫語唾吐き娘（5月20日、RADIX）
- プレミアおなら 原美織 美尻で貴方をおしおきよ! おなら解禁! 放屁時のアナル無修正（6月20日、RADIX）
- メス犬お散歩放尿 飼い主の言う事は絶対服従だぞ! 6匹のいいなりペット（6月20日、RADIX）
- おしっこ地獄（8月20日、RADIX）
- 家庭内日常盗撮 身内だから撮れる母、姉、妹の無防備すぎる痴態（9月20日、STAR PARADISE）
- リアル風俗ルポ! 巷で話題のAV女優デリヘル嬢を呼んで隠し撮り!!（10月20日、STAR PARADISE）
- 女子校生ディルドーフェラ×淫音強調録音（11月4日、部活動）
- 焦らしてスンドメしてあげる めっちゃエロくて可愛い淫語満載ドラマ（11月18日、部活動EX）
- ロケの合間に素の女優さんのオシッコ映像をじっくり撮影（11月20日、PEA-CH）

- SEXを妄想しながら淫語オナニー 5（1月6日、OFFICE K’S）
- 女監督ハルナの素人レズナンパ 107 同じ会社の女の子同士! 照れながらも大興奮! 初レズ絶頂体験!（1月15日、ピーターズ）
- 無言侵入 一人暮らしの女の部屋に…（1月20日、STAR PARADISE）
- 先輩ダメです…。新人OLがこっそり社内でフェラチオマシーン!?（1月20日、STAR PARADISE）
- バレたらヤバイ状況で密着しながら挑発してくる女たち 3（1月20日、OFFICE K’S）
- 女監督ハルナの素人レズナンパ107 同じ会社の女の子同士! 照れながらも大興奮! 初レズ絶頂体験!（1月25日、ピーターズ）
- ミス・ライトニング & マグナガール（2月10日、GIGA）共演:高瀬杏
- 女戦闘員凌辱洗脳 -tranquilo-（2月24日、GIGA）
- バイノーラル録音 囁き系女子校生淫語スンドメ（3月3日、部活動）
- 腿コキが手コキの100倍気持ちいい説（3月13日、アロマ企画）
- 巨大ヒロイン レッドガデス レオナ & アスーラ（3月24日、GIGA）
- ヘンリー塚本 100分間の猥褻図画（4月13日、FAプロ）
- ワキ臭くないですか? 小さなホクロも鮮明に映し出す超ドアップ映像 原美織（5月20日、RADIX）
- FETI072監督のヌケるレズビアン映像 06 みおり & ももな （7月1日、ゑびすさん）
- ヘンリー塚本 男と女が狂おしく燃える時 接吻（7月13日、FAプロ）
- 過敏な乳首 舐められて勃起する乳首レズビアン 3（7月19日、ゑびすさん）
- 無言接吻 2 ～台詞一切ナシ。聞こえてくるのは吐息と唾液、粘着音のみ～（7月20日、RADIX）
- 囁き系JKオナトレ 4 【バイノーラル録音囁かれながらオナニーしませんか?】（7月21日、部活動）
- ヒロインハンティング ～星海戦隊カイザーファイブ 悪に狩られたカイザーピンク～ 原美織（7月28日、GIGA）
- ヘンリー塚本 ちょいワルスケベ爺様どものみだらでいやらしい行為（8月13日、FAプロ）
- 聖光美少女戦士スプランドール 原美織（8月25日、GIGA）
- ビンビン勃起乳首オナニー（9月1日、ゑびすさん）
- 交姦日記 ～疼く青春オ○ンコ～（11月1日、FAプロ）
- 過激な接吻 極上の濃厚レズキス（11月1日、ゑびすさん）
- ヘンリー塚本 やる! おいしい可愛い女の秘部（11月13日、FAプロ）
- 緊縛 9 蓬莱かすみ x 原美織（11月20日、S&Mスナイパー）
- 縄縛幻想 ten.6（11月20日、ヴァンアソシエイツ）

- 巨大ヒロイン 悪の巨大ヒロイン サターンズビーナス ～ネクストレディーをくすぐり奴隷にせよ!!～（1月12日、GIGA）
- ヘンリー塚本 セックス依存症という女の病い オナニー依存症という女の病い（1月13日、FAプロ）
- 素人ギャル個撮可愛いムスメ限定流出（1月20日、STAR PARADISE）
- 催眠RED 限界催眠 上巻・遊戯催眠 ［白］原美織（1月25日、催眠RED）
- 村外れの可愛いワイセツ者（2月1日、FAプロ）
- 催眠RED 限界催眠 下巻・幻想SM監禁［黒］原美織（2月25日、催眠RED）
- ヘンリー塚本原作 情欲 激しい女たち（3月1日、FAプロ）
- 素顔の性格を暴く完全ドキュメント リアル 原美織 ベスト（3月13日、実録出版EVOLUTION）※単体ベスト
- 原美織と吹石れなの銀粉レズビアン（3月15日、アキバコム）
- イキたくてもイカせない! イカせず中出し交渉! 4 生中出しを了承するまで繰り返される寸止め地獄! イキたすぎて思考停止状態! 新人女優から人気女優まで手加減一切無し!!!!（3月21日、Mr.michiru）
- これで一生風俗嬢。都内某ヘルスの風俗面接にてゲスな男達が新人風俗嬢を盗撮! 生中出しするまで 2（4月12日、Mr.michiru）
- 「ハグ / 添い寝 / 腕枕」までしかしてくれないJ○リフレ店の女の子とお店に内緒で中出し援助SEXをする 4（5月24日、Mr.michiru）
- HEROINE凌辱倶楽部 03 ～悪に嬲られた魔法美少女戦士フォンテーヌ～（6月22日、GIGA）
- ヘンリー塚本 絶対ヌケる 動画エロ本（7月13日、FAプロ）
- ラブラブ痴女 お父さんの目を盗んで絶対妊娠 原美織（7月25日、煩悩組）
- 快感フェザータッチ! 乳首と亀頭を指先とベロ先で責め続けられそのまま射精（11月13日、アロマ企画）
- 奥様も! お姉様も! パンティ丸見え大開脚できりもみ足こき（11月25日、アロマ企画）
- セーラー服と白綿パンチラ（12月13日、アロマ企画）
- ヘンリー塚本 ナマナマしいファック 人生いろいろ（12月13日、FAプロ）
- 髪射 抵抗しない困り顔美女の黒髪にたっぷり特濃ザーメン発射 原美織（12月20日、RADIX）
- タンポンちゅーちゅーおしっこ 6人の美女たちのおしっこチューチュー吸ってごっくん!（12月20日、RADIX）

- エビ反りピストン騎乗位（2月1日、アロマ企画）※「AV OPEN 2018」マニア・フェチ部門エントリー作品。
- 爆裂乙女ギシギシぷるん 4 ～堕ちた変態ドS女教師～（5月24日、GIGA）共演:美咲結衣
- ヘンリー塚本 美しき女のおけつ（7月13日、FAプロ）
- 原美織 (25) のプライベートえっち盗撮 大人の事情とか気にせず勝手に発売w（8月13日、コレ彦）
- 癒し系スケベ娘、発情中。（8月13日、S-Cute）
- 汗が滴る美少女の濃密SEX（10月13日、S-Cute）
- 解膣 原美織（11月1日、S&Mスナイパー）
- ザーメンぶっかけラブドール コスプレイヤーの可愛い妹（12月1日、滝山ポリエステル）
- ブラストガール ～THE KARATE GIRL～（12月13日、GIGA）

- チャレンジ! タイマー電マ（1月1日、大洋図書）
- 彼女がいながらも浮気しました。その後、2人同時に付き合うことになりました。二股相手と彼女が姉妹だと家で鉢合わせして知りました。（4月10日、ヒメゴト）
- お昼休憩中のナース達に生中出し 2（6月12日、BAZOOKA）
- ヒロイン完コス陥落 星海戦隊カイザーファイブ 狙われたカイザーピンクの肉体 原美織（9月25日、GIGA）
- 同人ヒロイン10 カイザーピンク 羞恥淫乱化 原美織（12月25日、GIGA）

- ヒーロー陥落 魅惑の女怪人ナーシャ 爆裂戦隊タイガマン壊滅作戦 原美織（5月14日、GIGA）
- 悦虐耽美館（9月24日、TTP）

- ヒロイン洗脳 Vol.26 ～星海戦隊カイザーファイブ 仇に囚われたカイザーピンク～ 原美織（2月25日、GIGA）
- 「お姉さんの口ま○こ最高でしょ?」と耳元で甘く囁かれながら乳首とち○ぽべろんべろんにしゃぶられ続ける（9月6日、アロマ企画）
- 超至近距離でパンチラお触りしながらチ○ポしごかれて暴発!!（10月25日、アロマ企画）

- ヤレるノート 女子から嫌われているとある男子学生の記録 ACT.2（1月20日、FALENO TUBE）
- 産婦人科猥褻診察！！女性の身体を知り尽くした医師によるスゴ技触診に我慢できなくなった患者たちは…。（4月14日、グーニーズ）
- シェアハウス内の全てはみんなのもの！チ○コもマ○コも使い放題！バイもレズも！性豪ビッチだらけのヤリモクハウス（5月25日、FALENO TUBE）
- ふたなりヒロイン 魔女ヴァルマリアの恐怖！弄ばれたカイザーピンク（10月13日、GIGA）共演:神納花
- 白濁マン汁が溢れ出る！五十路女の膣穴ズボズボ指オナニー 6（12月1日、五十路ん）

- 一糸まとわぬ艶姿をさらけ出す 素人熟女ヘアヌードモデル映像記録 7（1月1日、五十路ん）
- 履いたまま！失禁パンティー（1月25日、レイディックス）
- 超絶テクニックに我慢できず口内発射 昼下がりの奥様 五十路熟女のフェラが凄い！15（2月1日、五十路ん）
- 初めての聖水飲ませ 戸惑い恥じらう奥様たち（4月1日、五十路ん）
- 顔面に貼りつく新鮮ザーメン！！初めてのセンズリ鑑賞で予告なしの突然顔射される素人アラフィフ熟女！８（5月1日、五十路ん）
- 唾液エンドレスのじゅるじゅる乳首舐めxトルネード寸止めオイル手コキ４（5月14日、アロマ企画）
- 夏休みのセクハラ水泳教室！水着の隙間からスルッと生挿入実習！「先生！わたしもう一人でイケますから！！」「ダメだ！先生が最後（射精）まで見届けるぞ！」〜ひと夏の想い出〜（7月25日、FALENO TUBE）
- 美女のお顔をぶっ壊す！原美織（7月25日、レイディックス）

- 個撮ナンパ#年上彼女は好きですか?（1月12日、きゃっち）
- 受験勉強よりも役立つ エロエロ家庭教師の卑猥語授業（4月24日、フェチ眼）共演:川越ゆい
- ムレムレブルマ塾 女教師編（5月22日、フェチ眼）共演:川越ゆい
- シコシコしながらエクササイズ！ パンチラインストラクター挑発JOI（5月22日、フェチ眼）

### アダルトVR
2017年
- 尻VR ～超立体3D尻の魅力 原美織（2月27日、実録出版）
- 舐めシコVR ～全身舐めまくりシコシコで噴出 原美織（2月27日、実録出版）
- 長尺 立体巨尻肛門図鑑 ～肛門の穴を覗き込む感覚! 六人収録（12月1日、実録出版）

2020年
- 顔面愛撫VR 私… 顔が性感帯なんです…（7月7日、KMPVR）
- 唾液垂れ流しVR ～SEX後に余韻に浸りながら快楽を求めオーガズムに達する女性達～（7月19日、KMPVR）
- 黒パンスト顔騎VR（8月27日、KMPVR）

### アダルト配信
- アノ有名人のそっくりさん女優大集合! あなたと夢の生エッチ 完全版（12月6日、パラダイステレビ）

- かわいい歯科助手のお姉さんを性感マッサージでとことんイカせてみた 原美織（3月13日、パラダイステレビ）
- おま●こを賭けて対決! 2015 完全版 ～猛烈かわいいロリ美少女がピンクの小陰唇をくぱぁします 美泉咲 原美織 篠田ゆう 綾見ひなの（3月27日、パラダイステレビ）
- AV女優の実家に泊まろう -家族にバレずに何発ヤレるか 原美織（6月26日、パラダイステレビ）
- 銀婚さんイッテらっしゃい! 結婚25年以上の夫婦が夜の営み大公開（7月3日、パラダイステレビ）
- 人気AV男優が生で教えるSEX寺子屋 (4) 完全版 原美織 白石みお 吉川いと（7月31日、パラダイステレビ）
- 第1回AV男優のナマで肉食男子会 完全版 原美織 可愛まゆ（8月28日、パラダイステレビ）
- 秘密のオナニーパーティー (6) 完全版 原美織 舞島環 川越ゆい（8月28日、パラダイステレビ）
- 街頭逆ナンパお願い! アナタのおちんちん見せて下さい（9月19日、パラダイステレビ）
- X'masでレズります! 女子アナサンタがパンティー 100枚大放出 完全版 美泉咲 原美織 玉城マイ（9月25日、パラダイステレビ）
- 放送コード限界のリアクションクイズ! 目隠しをした女性に生で卑猥なイタズラをしたら…。 完全版 朝倉ことみ 河西あみ 松浦ゆきな 原美織（10月30日、パラダイステレビ）
- 緊急放送! 今夜、パラダイステレビから重大発表があります 完全版 葉山美空 唯川千尋 原美織（12月25日、パラダイステレビ）
- パラダイステレビ Presents あの女子アナ達が大集合! 酒池肉林のファン感謝祭 完全版 美泉咲 原美織 玉城マイ（12月25日、パラダイステレビ）
- 「スカパー! アダルト放送大賞 2016」のウラ側撮って出し放送 完全版（12月25日、パラダイステレビ）

- 視聴者 vs. 美女軍団! ギリギリOUTな野球拳LIVE (4) 完全版 樹カンナ 通野未帆 桐島美奈子 原美織（1月29日、パラダイステレビ）
- おま●こを賭けて対決! 2016完全版 ～猛烈かわいいロ●美少女がピンクの小陰唇をくぱぁします 七緒ゆづき 新倉このみ 芹那ゆい 原美織（1月29日、パラダイステレビ）
- 第8回 素●ウブっ娘ヘア丸出し生放送完全版! みんなの大好きな陰毛はこれだ! 望月さくら 原美織 美泉咲（2月26日、パラダイステレビ）
- ババ抜き ～ババァ2人の意外とヌケちゃう生放送 完全版（3月26日、パラダイステレビ）
- 第11回 素●ウブっ娘ヘア丸出し生放送 完全版! みんなの大好きな陰毛はこれだ!（4月23日、パラダイステレビ）
- 極上AV女優10人 性感マッサージ初体験でイキまくり! (5)（5月21日、パラダイステレビ）
- 女子校出身の女子だけでちょっとエッチなイチャイチャ女子会 完全版 花咲いあん 葉月美音 原美織（5月28日、パラダイステレビ）
- ちょっぴりHなおじいちゃんとおばあちゃんがニコ生デビューした結果 完全版（5月28日、パラダイステレビ）
- パイパンスク水美少女が恥ずかしいリクエストにピチャピチャ応えるけしからん生放送 完全版 あず希 水嶋アリス 初芽里奈 原美織（6月25日、パラダイステレビ）
- ちょいちょい放送事故しがちな女ナマ主の部屋をこっそり覗いてみたらヤバい事が起こるに違いない完全版 かさいあみ 原美織（7月30日、パラダイステレビ）
- あいつ今 oh! ナニーしてる? ～セクシー女優が憧れの担任教師と再会して勢いでポコチンをしゃぶってみたら… 原美織（8月13日、パラダイステレビ）
- 軟体微乳娘 好色雑技団 (2) 完全版 武藤つぐみ みおり舞 原美織（8月20日、パラダイステレビ）
- なるほど! ザ・マン毛 (2) 完全版 ～素●女性のマン毛満載でお届けするクイズ番組（8月27日、パラダイステレビ）
- お父さん達に捧ぐ! 生ストリップショー最前線 (2) 完全版（9月18日、パラダイステレビ）
- 全ユーザー対セクシー女優の大乱交バーチャルSEX生放送 (3) 完全版 宮沢ゆかり 今井まい 原美織（9月24日、パラダイステレビ）
- ド淫乱ギャルがドM視聴者をいじめヌキ倒す生放送 完全版 長谷川夏樹 双葉ゆきな 原美織（10月15日、パラダイステレビ）
- パイパンスク水美少女が恥ずかしいリクエストにピチャピチャ応えるけしからん生放送 (2) 完全版 原美織 なごみ すずもり千咲（11月7日、パラダイステレビ）
- 平成28年度 さよならパラダイステレビ女子アナウンサー卒業式生中継 完全版 美泉咲 原美織 玉城マイ（11月12日、パラダイステレビ）
- 深夜のエロ力 ～聴くだけでヌケるパラダイスラジオ 完全版 原美織 羽月希（12月23日、パラダイステレビ）

- 全ユーザー対セクシー女優の大乱交バーチャルSEX生放送 (8) 完全版（4月3日、パラダイステレビ）
- 第5回 クイズ おならで答えて! 完全版～目指せ! 海外旅行 原美織 佐野あい 月ヶ瀬ゆま（10月23日、パラダイステレビ）

- 原美織 & 明望萌衣のお風呂いただきます ～ついでにチンポもいただきます（2月2日、パラダイステレビ）
- 生放送でおもらしして催眠術で近●相姦して昔の顔をさらされて元担任とSEXしちゃった!（7月29日、パラダイステレビ）

- セクシー雀士に一発! 朝まで脱衣マージャン生バトル 2015秋 濃縮版 原美織 七瀬ひとみ 渡辺美羽（1月31日、パラダイステレビ）
- 新宿シ●ウト娘ナンパ「アナタのおっぱい見せて下さい!」特別編 Part.4（2月9日、パラダイステレビ）
- 「おはようございます!」寝起きドッキリ 完全版 原美織 生駒はるな 舞坂仁美 水原あお（2月23日、パラダイステレビ）
- お父さん達に捧ぐ! 生ストリップショー最前線 (10) 完全版 早乙女らぶ 原美織 宇野莉緒（12月19日、パラダイステレビ）

### 女性向けアダルトビデオ
2020年
- 敏感すぎる初体験♡ 瀬乃りょうが 原美織（6月17日、SILK LABO）
- 筋書きのない、リアルなエッチ 橘聖人 原美織（8月5日、SILK LABO）
- Deep Desire V -break-（11月12日、SILK LABO）

2022年
- count down 有馬芳彦 原美織（3月2日、SILK LABO）
- turn on 北野翔太 原美織（3月9日、SILK LABO）
- お仕事中、ですが。橘聖人 原美織（4月6日、SILK LABO）
- graduation 及川大智 原美織（5月11日、SILK LABO）
- Yes or No? 保志健斗 原美織（5月11日、SILK LABO）
- トリップ 上原千明 原美織（5月11日、SILK LABO）

### イメージDVD
- 湯けむり美女と混浴で…（2014年11月28日、オルスタックソフト販売）

## 出演

### テレビ
- アイドルのアソコ♪～ギンギン♂ガールズ完全版（2019年7月23日、パラダイステレビ）[14]
- スキモノラボ（2020年11月10日、パラダイステレビ）[15]

### インターネット放送
- トイズハートプレゼンツ「ハートの部屋（仮）」（2017年8月21日、ニコニコ生放送）＊第11回ゲスト[16]
- 好きと言えなくて…（2018年8月17日、8月31日、9月14日、フェティッシュ・アート・ジャパン） - 安藤茉莉恵役
- 矢口真里の火曜The NIGHT#119（2018年8月29日、AbemaTV） - ギンギン♂ガールズとして出演
- 田村淳の地上波でもSNSでもダメ！絶対！（2021年3月25日、3月31日[17]、スカパー!オンデマンド）

### 映画
- 特務課の罠　いたぶり牝囚人（2015年12月4日）- 西山亜実 役[18]
- 性鬼人間第一号　発情回路（2016年11月25日）- 矢島葵 役[19]
- 福マン婦人 ねっとり寝取られ（2018年5月4日）- 水城愛 役[20]
- 熟女の誘惑 入れ食いの宿（2018年9月7日、オーピー映画）- 大川朱美 役[21]
- 快感ヒロイン ぷるるん捜査線（2019年1月25日、オーピー映画） - 劇中のラベンダービーナス 役[22]
- 溢れる淫汁　いけいけ、タイガー（2019年5月24日、オーピー映画） - マリ 役[23]
- 悩殺業務命令 いやらしシェアハウス（2019年12月13日、オーピー映画） - エヴァ 役

### オリジナルビデオ
- 事故物件　クロユリ荘（2016年、ブラッドワークス） - 美織 役
- 湯けむり心霊旅 美三女（2017年4月4日、アースゲート）[24][25]
- 白百合が咲くあの頃に…　純潔恋慕百合女子校生（2018年、ホワイト・リリー・ラブ）[26] 共演:桜庭うれあ

### イベント
- TIFもハジける！スパークリングNIGHT!!（2019年8月2日、TOKYO IDOL FESTIVAL 2019内 特設会場）[27]

### 舞台
- GIGAスーパーヒロインライブvol.7（2023年5月6日、東京・from scratch） - セーラーフォルテ 役[28]
- GIGAスーパーヒロインライブvol.28（2025年5月10日、東京・from scratch） - セーラーフォルテ、カイザーピンク役 共演：清巳れの、幾野まち、有加里ののか、有栖舞衣[29]

### 語っていいとも
原美織が踊り子さんやセクシー女優さんをゲストに迎えるトークイベント。
- 72回ゲスト今賀はる（2025年5月8日）
- 71回ゲスト大見はるか（2025年5月2日）
- 70回ゲスト野宮あん（2025年4月22日）